# Gare d'Umi-no-Ōmukae
La gare d'Umi-no-Ōmukae (海の王迎駅, Uminooumukae-eki) est une gare ferroviaire localisée dans le bourg de Kuroshio, dans la préfecture de Kōchi au Japon. La gare est exploitée par la compagnie Tosa Kuroshio Railway, sur la ligne Nakamura.

## Situation ferroviaire
Établie à 31 mètres d'altitude, la gare d'Umi-no-Ōmukae (TK35) est située au point kilométrique (PK) 30,1 de la ligne Nakamura (à voie unique et étroite 1 067 mm), entre les gares de Tosa-Kamikawaguchi et d'Ukibuchi.

## Histoire
- 22 avril 2003 Ouverture de la gare.

## Service des voyageurs

### Ligne ferroviaire
- Tosa Kuroshio Railway
  - Ligne Nakamura TK35

### Quai
- Cette gare dispose d'un quai et de d'un voie.

| N° de voie | Ligne      | Direction |
| ---------- | ---------- | --------- |
| 1          | ▆ Nakamura | Nakamura  |
| 1          | ▆ Nakamura | Kubokawa  |

## Alentours
La station balnéaire d'Ukibuchi se trouve à 500m de la gare.